# 斉藤ふみ
斉藤 ふみ（さいとう ふみ、本名非公開、1974年〈昭和49年〉7月23日 - ）は福岡県を拠点に活動するローカルタレント、ラジオパーソナリティ。福岡市中央区出身、血液型B型。九州女子高等学校（現・福岡大学附属若葉高等学校）卒業。元NoMake（ノーメイク）所属。

## 来歴

### 生い立ち
福岡市中央区生まれ。名前は「23日生まれだから」といわれているが定かではない。両親は南区老司にあるラーメン店「台湾ラーメン」を経営していたが現在は閉店している。兄が1人いて、甥には「叔母さん」ではなく「ふみちゃん」と呼ばせている。

### タレント活動
福岡KBCラジオ『中島浩二アワー・THE3P』の素人アシスタント「3Pギャル」出身。そのつながりもあり、主にKBCのほか、FM FUKUOKAでも活動する。近年はRKB毎日放送にも出演している。
2006年公開の小田一生監督映画『笑う大天使』の冒頭部分にレポーター役として出演。

### ファッション
2010年に、自身がデザイナーを務めるベビー服ブランド「SHEEPMAN WONDER（シープマン・ワンダー）」を立ち上げた。ブランド名は、斉藤が愛読する村上春樹の小説に度々登場するキャラクター「羊男（シープマン）」からとった。
出産後、自分の子供に自分がデザインした服を着てもらいたいという思いから、2009年から準備に取り掛かった。2010年に入ってから通販サイトを開設。同年11月3日に天神イムズ4階のパワコンアベニュー（期間限定で契約するスペース）内に広さ5坪の店がオープン（契約は12月末まで）。このオープンまでの軌跡を追ったドキュメンタリーが11月2日放送回の『ドォーモ』内で放送された。

## 出演番組

### テレビ

#### 現在
- アサデス。7（九州朝日放送）

#### 過去
- 探検!九州（RKB毎日放送、不定期）
- サワダデース（九州朝日放送、レギュラー出演）
- ドォーモ（九州朝日放送、不定期出演）
- アサデス。九州・山口（九州朝日放送、木曜日「トークデス。」のコーナーに出演）

### ラジオ

#### 現在
- ドォーモ×ラジオ（KBCラジオ、2017年10月 - 、土曜0:00〜1:00）- 不定期出演
- 〜Ultra Radio Connection〜DIG!!!!!!!!FUKUOKA（エフエム福岡、2020年4月 - 、水曜12:30～16:30）
- Fumi Camp（KBCラジオ、2022年4月1日 - 、金曜0:30〜1:00）

#### 過去
- 斉藤ふみのPietro Buona Vita（エフエム福岡、2003年4月 - 2009年3月）
- 斉藤ふみのくるくるナイト (KBCラジオ、2006年4月 - 2012年)
- ベスト電器 Presents BEST MUSIC FOR GENERATIONS（エフエム福岡、2017年6月 - 2020年3月）
- SUPER RADIO MONSTER ラジ★ゴン（エフエム福岡）
  - 月・水曜担当（1998年4月1日 - 2000年3月29日）
  - 月・火曜担当（2000年4月3日 - 2009年2月24日、2009年7月6日 - 2013年3月26日）
  - 火曜担当（2013年4月2日 - 2020年3月31日）
- マンション大改造 そこまでやって委員会（エフエム福岡、2009年12月 - 2021年9月）

### CM
・アサヒビール
- シティックスカード（福岡県内のテレビ・ラジオ各局で放送）
- 鳥栖プレミアム・アウトレット（九州北部のテレビ各局で放送）
- あつナビ（九州の就活サイト）
- 福岡県LPガス協会「Withガス」
  - ガス業界統一キャンペーンの福岡県版。以前は徳永玲子とのダブルキャスト
- サニー
- JAバンク福岡

### 書籍
- 触角（幻冬舎ルネッサンス新社、ISBN 978-4-344-92832-9）